# 1er Arrondissement (Porto-Novo)
Das 1er Arrondissement ist ein Arrondissement im Departement Ouémé in Benin. Es ist eine Verwaltungseinheit, die der Gerichtsbarkeit der Kommune Porto-Novo untersteht und selbst ein Teil der beninischen Hauptstadt ist. Gemäß der Volkszählung von 2013 hatte das 1er Arrondissement 33.161 Einwohner, davon waren 15.434 männlich und 17.727 weiblich.

## Geographie
Als Teil Porto-Novos liegt das Arrondissement im Süden des Landes.
Das 1er Arrondissement setzt sich aus 29 Stadtteilen zusammen:
1. Accron-Gogankomey
2. Adjègounlè
3. Adomey
4. Ahouantikomey
5. Akpassa Odo Oba
6. Avassa Bagoro Agbokomey
7. Ayétoro
8. Ayimlonfidé
9. Déguèkomè
10. Dota-Attingbansa-Azonzakomey
11. Ganto
12. Gbassou-Itabodo
13. Gbêcon
14. Guévié-Zinkomey
15. Hondji-Honnou Filla
16. Houègbo-Hlinkomey
17. Houéyogbé-Gbèdji
18. Houèzounmey
19. Idi-Araba
20. Iléfiè
21. Kpota Sandodo
22. Lokossa
23. Oganla-Gare-Est
24. Sadognon-Adjégounlè
25. Sadognon-Woussa
26. Sagbo Kossoukodé
27. Sokomey-Toffinkomey
28. Togoh – Adankomey
29. Vêkpa